# Vanilla walkeriae
Vanilla walkeriae (лат.) — вид однодольных растений рода Ваниль (Vanilla) семейства Орхидные (Orchidaceae). Растение впервые описано британским ботаником Джорджем Генри Кендриком Твейтсом в 1845 году.

## Распространение и среда обитания
Вид распространён в Шри-Ланке и на юге Индии (штат Керала). Произрастает во влажных тропических лесах на высоте около 600 м.

## Ботаническое описание
Ползучее теплолюбивое растение. Суккулентный эпифит длиной до 15 м.
Листья утрачены либо редуцированы до очень крошечных.
Цветёт и плодоносит с декабря по август. Соцветие несёт большое количество цветков. Цветки белые с зелёным оттенком на наружной части лепестков.
Плод — линейная или цилиндрическая коробочка; молодые плоды зелёного цвета.

## Значение
Порошок из стебля Vanilla walkeriae используется народом ирула (Индия) в качестве лекарства от лихорадки у скота (подмешивается животным в корм).